# Темляк Костянтин Олександрович
Костянтин Темляк — український театральний та кіноактор.

## Життєпис
Народився 6 липня 1993 на Чернігівщині, з двох років проживав у м. Саки, АР Крим.
2016 року закінчив Київський національний університет театру, кіно і ТБ ім. Івана Карпенка-Карого (майстерня Миколи Рушковського). Того ж року — актор Київського академічного драматичного театру на Подолі.
У серпні 2025 року колишня партнерка Костянтина Темляка Анастасія Соловйова звинуватила його у домашньому насильстві, зокрема побоях та психологічному насильстві. Також стало відомо про сексуальне спілкування Темляка з неповнолітніми та його залежність від алкоголю та наркотичних речовин.

## Ролі у театрі
Майстерня Миколи Рушковського
Київський академічний драматичний театр на Подолі

## Фільмографія
- 2013 — Метелики (мінісеріал) — наречений
- 2016 — Невиправні (телесеріал) — журналіст
- 2016 — Моя бабуся Фані Каплан
- 2017 — Кіборги. Герої не вмирають — Псих
- 2019 — Кріпосна (телесеріал)
- 2020 — Мишоловка для кота (серіал) — Дмитро Голубєв
- 2020 — Ми більше ніколи не заблукаємо разом — Сашко
- 2020 — І будуть люди (телесеріал) — Олег Мирославський
- 2021 — Жити з Надією (телесеріал)
- 2023 — Смак свободи[7] — Тарас
- 2023 — Джура-королевич
- 2023 — Малевич — Сашко
- 2024 — Будинок «Слово»: Нескінчений роман — Павло Тичина
- 2024 — БожеВільні — Андрій Довженко